# 阿卜杜拉赫曼·本·希沙姆
阿卜杜拉赫曼·本·希沙姆（阿拉伯语：‎，Abd al-Rahman bin Hisham，1778年—1859年）是一位摩洛哥蘇丹，1822年至1859年在位。
阿卜杜拉赫曼在叔父蘇萊曼·本·穆罕默德去世後登基。法國自十九世紀初即開始侵略與殖民北非，1844年爆發法國-摩洛哥戰爭，法軍於伊斯利戰役擊敗摩洛哥軍隊，阿卜杜拉赫曼與法國簽訂丹吉爾條約，停止對阿爾及利亞抵抗軍領袖阿卜杜·卡迪爾的支持。